# DisneyMania 1
DisneyMania is het eerste van een serie cd-compilatiealbums met Disney-klassiekers. Het werd op 17 september 2002 door Walt Disney Records uitgegeven. Het bleek een succes te zijn toen het in februari 2003 de RIAA-certificatie kreeg. Reflection van Christina Aguilera was al lang voor dit album uitgebracht.

## Liedjes
1. Anastacia - "Someday My Prince Will Come" (Sneeuwwitje en de zeven dwergen)
2. A*Teens - "Under the Sea" (De Kleine Zeemeermin)
3. Usher - "You'll Be in My Heart" (Tarzan)
4. N Sync - "When You Wish Upon a Star" (Pinokkio)
5. Ashanti ft. Shi Shi - "Colors of the Wind" (Pocahontas)
6. Smash Mouth - "I Wanna Be Like You" (Jungle Boek)
7. Jessica Simpson - "Part of Your World" (De Kleine Zeemeermin)
8. Aaron Carter - "I Just Can't Wait to Be King" (De leeuwenkoning)
9. S Club 7 - "Can You Feel the Love Tonight" (De leeuwenkoning)
10. Baha Men - "Hakuna Matata" (De leeuwenkoning)
11. Hilary Duff - "The Tiki, Tiki, Tiki Room" (Disneyland's The Enchanted Tiki Room)
12. Jump5 - "Beauty and the Beast" (Belle en het Beest)
13. No Secrets - "Kiss the Girl" (De Kleine Zeemeermin)
14. Christina Aguilera - "Reflection" (Mulan)
15. Ronan Keating - "Circle of Life" (De leeuwenkoning)

## Positie in de Amerikaanse top 200
| Album       | Chart Position | Chart Position    | Chart Position |
| Album       | Billboard 200  | Top Kinder Muziek |                |
| ----------- | -------------- | ----------------- | -------------- |
| DisneyMania | #52            | #1                |                |

## Singles
1. "Reflection" - Christina Aguilera
2. "Beauty and the Beast" - Jump5
3. "Colors of the Wind" - Ashanti & Lil'Sis Shi Shi
4. "I Wanna Be Like You" - Smash Mouth

## Video's
1. "I Wanna Be Like You" - Smash Mouth
2. "Reflection" - Christina Aguilera
3. "Beauty and the Beast" - Jump5
4. "Colors of the Wind" - Ashanti featuring Lil' Sis Shi Shi
5. "You'll Be in My Heart" - Usher